# Han Noten

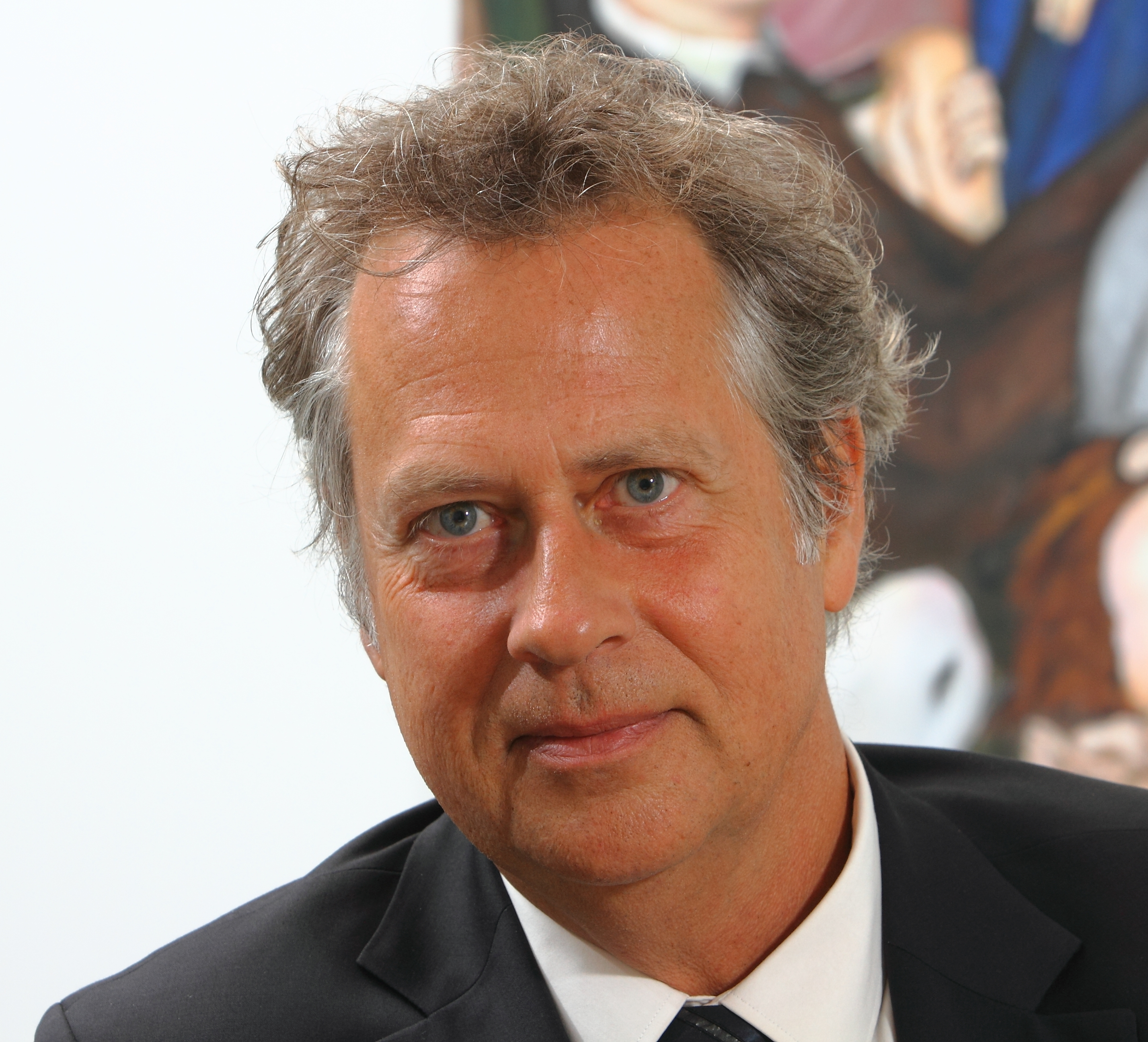
Han Noten

Hendrikus Cornelis Paulus (Han) Noten (* 20. Februar 1958 in Swalmen) ist ein niederländischer Politiker der Partij van de Arbeid.

## Leben
Noten besuchte das Bisschoppelijk College Broekhin in Roermond. Von 1978 bis 1985 studierte er an der Radboud-Universität Nijmegen Psychologie. Noten wurde Mitglied der Partij van de Arbeid (PvdA).  Vom 11. November 2003 bis Juni 2011 war er deren Fraktionsvorsitzender in der Ersten Kammer der Generalstaaten. Seine Nachfolgerin in diesem Amt wurde Marleen Barth.
Seit 1. Februar 2011 ist Noten als Nachfolger von Willem Urlings Bürgermeister von Dalfsen.